# Castillo de Pórtland

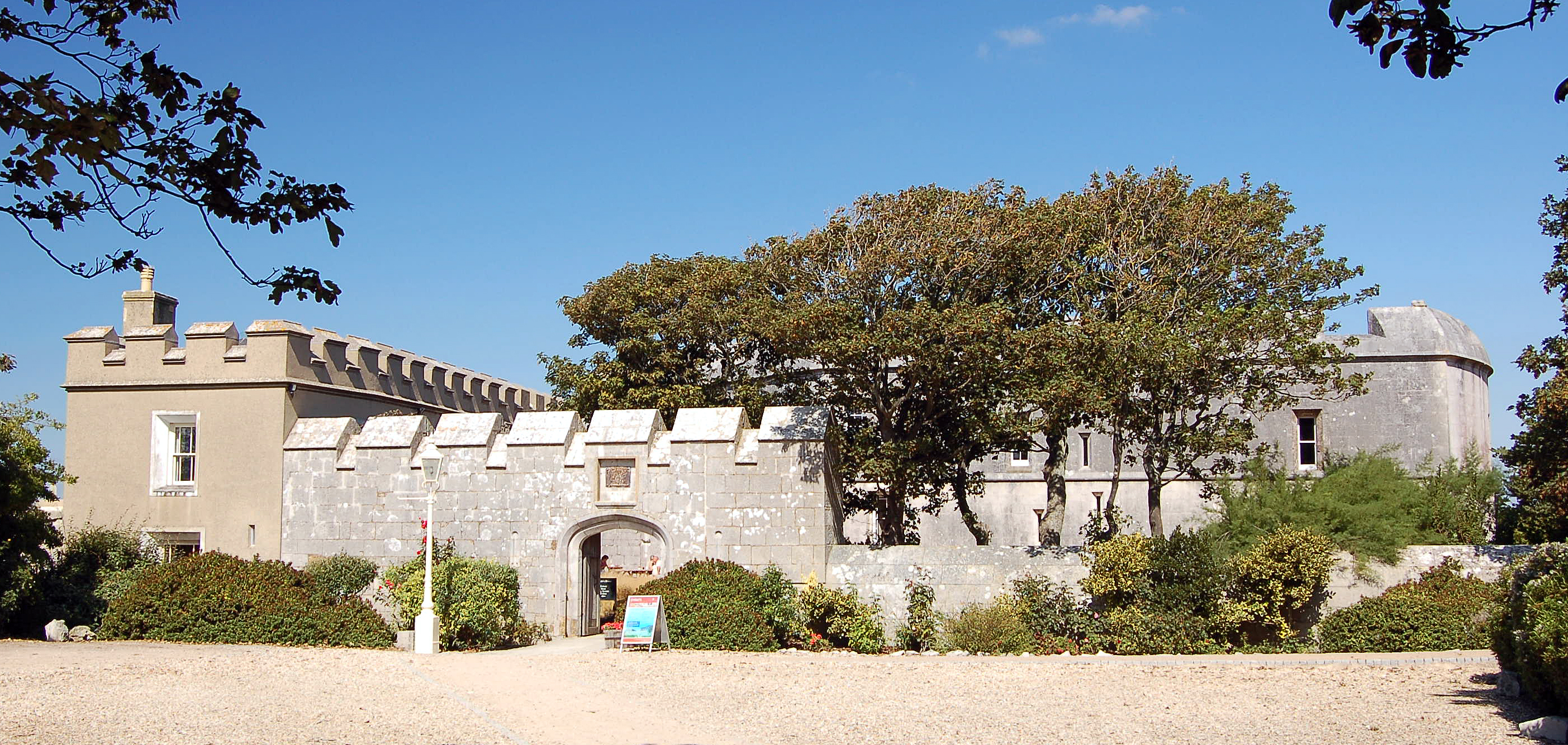
Entrada del castillo de Portland.

El castillo de Portland es un fuerte construido en 1539 por Enrique VIII para proteger el puerto de Portland de los ataques franceses. El castillo yace en el extremo norte de la isla homónima, en un pueblo actualmente llamado Castletown, cerca de Fortuneswell.
Estaba integrada en la estrategia defensiva desarrollado por Enrique consistente en una red de fortificaciones formada por los llamados Device Forts.
Es uno de los castillos mejor preservados de su época, y se encuentra abierto al público bajo la protección y administración del English Heritage.